# حتى إشعار آخر (مسلسل)
حتى إشعار آخر هو مسلسل قطري درامي إجتماعي، انتج سنة 1997. يحتوي المسلسل على 22 حلقة. 

## الممثلين
- غازي حسين.
- عبد العزيز الجاسم.
- علي ميرزا.
- سميرة أحمد.
- هدى حسين.
- جاسم الأنصاري.
- فريد الجابري.
- بدرية أحمد.
- سناء بكر يونس.
- فاطمة الحوسني.
- هلال محمد.
- باسمة حمادة.